# Erzbistum La Plata
Das Erzbistum La Plata (lat.: Archidioecesis Platensis, span.: Arquidiócesis de La Plata) ist eine in Argentinien gelegene römisch-katholische Erzdiözese. Metropolitansitz ist in La Plata, Hauptstadt der Provinz Buenos Aires.

## Geschichte
Das Bistum La Plata wurde am 15. Februar 1897 durch Papst Leo XIII. aus dem Erzbistum Buenos Aires heraus gegründet; erster Bischof wurde im Folgejahr Mariano Antonio Espinosa. 1934 erfolgte durch Pius XI. die Erhebung zum Erzbistum; erster Erzbischof war Francisco Alberti.
Aus Teilen des Territoriums des Erzbistums La Plata wurden die Bistümer Azul (1934), Bahía Blanca (1934), Mercedes (1934), San Nicolás de los Arroyos (1947), Lomas de Zamora (1957), Mar del Plata (1957), Morón (1957), San Isidro (1957), Avellaneda (1961), Quilmes (1976) und Chascomús (1980) heraus gegründet.
Dem Erzbistum la Plata sind die Suffraganbistümer Bistum Azul, Bistum Chascomús und Bistum Mar del Plata unterstellt.

## Ordinarien
- Mariano Antonio Espinosa (1898–1900), dann Erzbischof von Buenos Aires
- Juan Nepomuceno Terrero y Escalada (1900–1921)
- Francisco Alberti (1921–1938)
- Juan Pascual Chimento (1938–1946)
- Tomás Juan Carlos Solari (1948–1954)
- Antonio José Plaza (1955–1985)
- Antonio Quarracino (1985–1990), dann Erzbischof von Buenos Aires
- Carlos Walter Galán Barry (1991–2000)
- Héctor Rubén Aguer (2000–2018)
- Víctor Manuel Fernández (2018–2023), dann Präfekt des Dikasteriums für die Glaubenslehre
- Gabriel Antonio Mestre (2023–2024)
- Gustavo Oscar Carrara (seit 2024)